# VR Bank Fulda
Die VR Bank Fulda eG ist ein Kreditinstitut in Hessen mit Sitz in Fulda.

## Geschichte
Die Gründung der Genossenschaftsbank Fulda fällt mitten in das sogenannte „lange 19. Jahrhundert“. Von den 31 weiteren, ehemals selbstständigen Banken, die neben dem „Vorschuß-Verein“ die Wurzeln der Genossenschaftsbank Fulda bilden, wurden 22 Darlehenskassen zwischen 1889 und 1897 gegründet. Es folgten acht weitere Neugründungen bis zum Beginn des Zweiten Weltkrieges. Darunter war auch die Fuldaer Kreditgenossenschaft eGmbH (1930), die als erste Bank bereits mit Wirkung vom 1. Januar 1942 mit der Fuldaer Alte Filiale der Volksbank Fulda Kreditgenossenschaft eGmbH, der späteren VR Genossenschaftsbank Fulda eG, fusionierte. Als 31. und jüngste Bank wurde 1963 die Volksbank Fulda gegründet. Die Gründerväter waren Landwirte und Handwerker, häufig aber auch Pfarrer und Lehrer.
Im Jahre 2018 fusionierte die VR Genossenschaftsbank Fulda eG mit der VR Bank Schlüchtern-Birstein eG. Die Genossenschaftsbank heißt jetzt VR Bank Fulda eG.

## Standorte
Die Bank hat 17 Filialen und eine Selbstbedienungsstelle. Das Geschäftsgebiet erstreckt sich im Landkreis Fulda über die Städte Fulda und Gersfeld, die Gemeinden Neuhof (bei Fulda), Kalbach, Eichenzell, Künzell, Ebersburg, Poppenhausen (Wasserkuppe) und Hilders, im Landkreis Schmalkalden über Kaltensundheim und die Gemeinden der Verwaltungsgemeinschaft Hohe Rhön sowie den Wartburgkreis mit der Stadt Kaltennordheim. Hinzu sind gekommen die Städte Schlüchtern und Steinau an der Straße sowie die Gemeinden Birstein, Brachttal und Sinntal.

## Ausbildung
Die VR Bank Fulda eG bietet eine Ausbildung zum Bankkaufmann / zur Bankkauffrau, Kaufmann/frau für Dialogmarketing, Kaufmann/-frau für Digitalisierungsmanagement und das Studium Banking and Finance an.

## Tochtergesellschaft
VR Immobilien GmbH seit 2013